# Télévision en Tunisie
La télévision en Tunisie comprend l'ensemble des chaînes de télévision publiques ou privées. La RTT, première chaîne publique, commence sa diffusion en 1966.

## Histoire
Dans les années 1950 et 1960, la télévision fait son apparition avec la capture d'émissions de la Rai dans le nord-est du pays. À partir de 1963, certaines émissions sont diffusées par la télévision publique tunisienne de façon expérimentale ou bien à l'occasion d'événements exceptionnels.
En 1966, la RTT commence à diffuser des programmes réguliers. En 1983, elle lance une deuxième chaîne.
À partir de 2008, la Tunisie prépare sa transition de la télévision analogique à la télévision numérique et le passage définitif de l'une à l'autre a lieu le 17 septembre 2015. Les années 2010 voient la création de nombreuses chaînes de télévision privées.

## Chaînes publiques

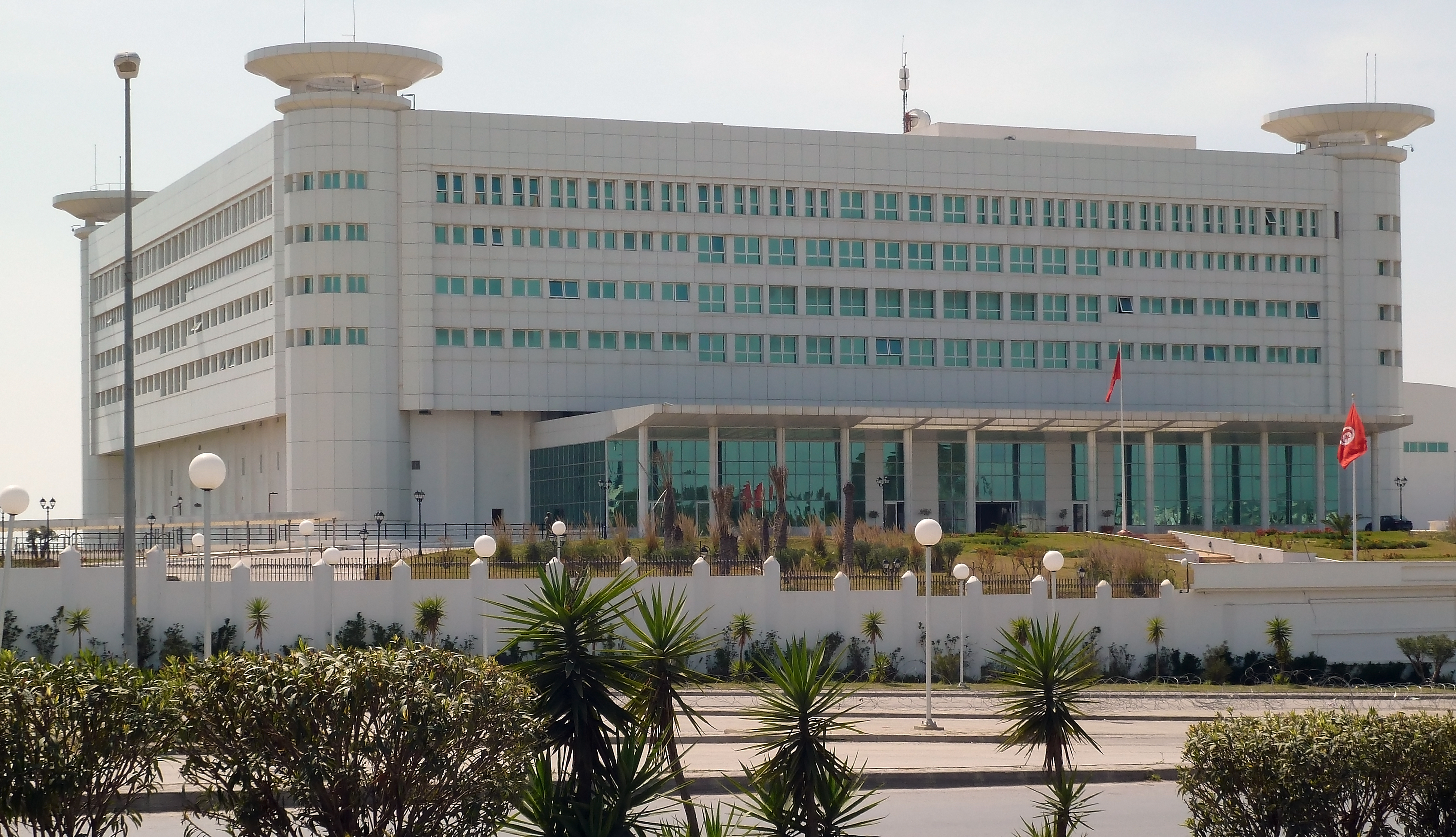
Siège de l'Établissement de la télévision tunisienne

Les chaînes de télévision publiques dépendent de la Radiodiffusion-télévision tunisienne de 1966 à 1990, puis de l'Établissement de la radiodiffusion-télévision tunisienne, de 1990 à 2007, puis de l'Établissement de la télévision tunisienne (ETT).
- Télévision tunisienne 1, lancée le 31 mai 1966, et successivement appelée :
  - RTT
  - RTT1
  - TV7
  - Tunis 7
  - Tunisie 7
- Télévision tunisienne 2, lancée le 7 novembre 1994, et successivement appelée :
  - Canal 21
  - Tunisie 21

L'ETT projette en 2011 de créer la Télévision tunisienne 3 en tant que future chaîne sportive.

## Chaînes privées
- El Hiwar El Tounsi, chaîne privée lancée en mai 2003 depuis l'étranger car hostile au régime en place ;
- Hannibal TV, première chaîne privée officiellement lancée en Tunisie le 13 février 2005 ;
- Nessma lancée le 16 mars 2007 ;
- Tunisie Télévision 1 lancée le 1er juin 2010 ;
- Al Janoubiya TV lancée le 20 mars 2012 ;
- Tunisna TV lancée le 20 mars 2012 ;
- Tunisia News Network lancée en 2012 ;
- Zitouna TV lancée en 2012 ;
- Zitouna Hidaya TV lancée en 2013 ;
- Al Insen TV lancée le 2 janvier 2013 ;
- Telvza TV lancée le 18 septembre 2013 ;
- Maghreb 24 TV lancée en 2013 ;
- M Tunisia lancée le 8 mai 2015 ;
- Attessia TV lancée le 18 mai 2015 ;
- Carthage+ lancée le 1er août 2017.

## Chaînes disparues
- RTT 2 lancée le 12 juin 1983 et disparue en 1989 ;
- Tunis 2 lancée le 20 mars 1990 et disparue le 6 novembre 1994 ;
- Canal+ Horizons Tunisie lancée en 1992 et disparue le 16 octobre 2001 ;
- Ettounsiya TV lancée le 16 mars 2011 et disparue le 28 septembre 2014 ;
- TWT lancée le 20 mars 2012 et disparue le 3 février 2013 ;
- Al Moutawasset lancée le 3 décembre 2012 et disparue le 8 mai 2015 ;
- Al Qalam TV lancée le 14 janvier 2013 et disparue le 15 janvier 2014 ;
- First TV lancée le 29 juin 2014 et disparue le 3 juillet 2017.